# Unpregnant
Unpregnant é um filme de estrada estadunidense escrito e dirigido por Rachel Lee Goldenberg baseado no romance homônimo de Ted Caplan e Jenni Hendriks. É estrelado por Haley Lu Richardson e Barbie Ferreira, com Alex MacNicoll, Breckin Meyer, Giancarlo Esposito, Sugar Lyn Beard e Betty Who.
Foi lançado em 10 de setembro de 2020, pela HBO Max.

## Elenco
- Haley Lu Richardson como Veronica Clarke
- Barbie Ferreira como Bailey Butler
- Alex MacNicoll como Kevin
- Breckin Meyer como Mark
- Giancarlo Esposito como Bob
- Sugar Lyn Beard como Kate
- Betty Who como Kira Matthews
- Mary McCormack como Debra Clarke
- Denny Love como Jarrod
- Ramona Young como Emily
- Kara Royster como Kaylee
- Meg Smith como Hannah
- Abby Van Gerpen como Heather

## Recepção
No Rotten Tomatoes, o filme tem um índice de aprovação de 88% baseado em 34 avaliações, com uma média de 6,85/10. O consenso dos críticos do site diz: "Unpregnant dá uma reviravolta convincente na comédia de estrada - e trata seu assunto sensível com coração." No Metacritic, o filme tem uma pontuação média ponderada de 61 em 100, com base em análises de 11 resenhas, indicando "críticas geralmente favoráveis".